# キュニョーの砲車
キュニョーの砲車（キュニョーのほうしゃ）は、フランス陸軍砲兵部隊のためにルイ15世の陸軍大臣であった宰相ショワズールがキュニョーに製作させた三輪蒸気自動車の試作車である。1769年と1770年の2年間に2台が製作された。馬の代わりに蒸気機関を使い、大砲の牽引に使えるかどうか検討するために試作され、2台目は全長7メートルを超える大型運搬車だった。これは世界初の自動車と認定され、1台目(1号車)が製作され試運転で走行した1769年が自動車誕生の年とされている。2台目(2号車)は現存する最古の自動車として保管展示されており見学が可能である。これは1770年の試運転中に事故で壊れ翌1771年に補修されたものと伝えられている。
復元されたキュニョーの砲車 動画　https://www.youtube.com/watch?v=KP_oQHYmdRs

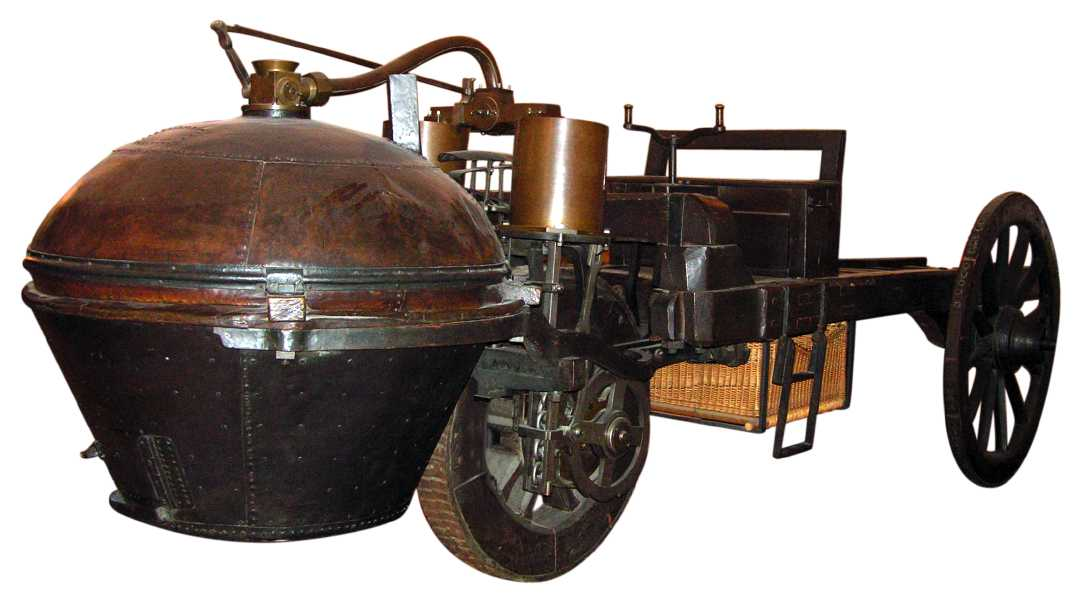
キュニョーの砲車：1771年修復後の2号車：パリ工芸博物館展示

## 概要
キュニョーの砲車は、フランス陸軍大臣エティエンヌ・フランソワ・ド・ショワズールが砲兵部隊総監ジャン＝バティスト・ヴァケット・ド・グリボーバルに命じ、フランスの軍事技術者、ニコラ＝ジョゼフ・キュニョーが開発し、フランス陸軍の砲兵工廠で製作された。世界最初の自動車とされ、動力を乗せトラクション（摩擦を利用した推進力）で自走した。人が乗り操縦（運転）し、実際に走行できた。ピストンを使用した蒸気機関を動力とした最初の乗り物としても、また、蒸気動力で人を運んだ最初の乗り物としても記録に残るものでもある。また、ピストン運動を連続的な回転運動として実現したのも世界史上最も早かった。
5トンの大砲を運ぶ重量物輸送用途の車両として計画され、1号車は予定の2分の1の大きさで1769年に、2号車は実物大で1770年に、フランスの砲兵工廠で製作された。2号車は試走時、事故で破損し、これが最初の自動車事故といわれている。宮廷内での抗争のため、推進者であったショワズールが1770年暮れに失脚してしまい、その後継者はこのプロジェクトを無視した。グリボーバルはじめメンバーは期待をもって翌年1771年前半を修復に費やしさらなる試運転の機会を待ったがそれは与えられなかった。プロジェクトの最終評価はなされることなく、工廠のメンバー、ロランによって倉庫の奥に30年近く保管されていたが、ナポレオン時代の1801年に、新設されたアカデミーの博物館に移され、再びひっそりと保管展示された。歴史の荒波を乗り越え史上最古の自動車として現在も見学が可能である。
銅製の火室およびボイラーと銅製の気筒（シリンダー）を2つ備え、2つのピストンによって一つの車輪を両側から交互に力を加えることで駆動した。ハンドルバーによる操舵で前輪を操作し方向を変えることができた。リバースギアを装備し後退することもできた。ブレーキは走行時ではなく停車時のブレーキだった。ボイラーには走行しながらの給水はできず、すぐに水を使い尽くしてしまった。
4人が乗れ、車両速度は時速約9kmだったが、給水のために停車したことで実際の移動速度は時速3.5kmから4kmだった。1770年の2号車は、5トンの大砲を載せ移動速度はほぼ同等の時速約3.5kmが出せた。
その後の発展は19世紀まではゆっくりとしたものだったが、キュニョーの蒸気自動車は輸送の歴史の中で確実な一歩として記録された。

## プロジェクト
宰相ショワズールは1758年から1761年まで外務大臣をつとめフランスの対外政策を担当し、七年戦争さなかの1761年からフランス陸海軍の長である戦争大臣となっていたが、1763年にプロイセン王国に敗北を喫した。このため、ショワズールはその後、フランス陸海軍の一層の強化に邁進した。また、ショワズールには新技術を積極的に利用しようとする意欲があった。1769年に、ショワズールにスイスの役人プランタがさまざまなアイデアを進言した。その中に蒸気を利用して大砲を輸送するアイデアがあった。ショワズールはこのアイデアの検証をグリボーバルに命じ、グリボーバルはその設計開発者としてキュニョーを推薦した。キュニョーは自身でも蒸気自動車の研究を行っていたが、自動車史に今日までキュニョーの名前が残ったのは、ルイ王朝でのフランスの軍事力強化という時代の国のプロジェクトだったからである。

### 軍事力強化
ルイ15世治世下で外務大臣を務めたのち戦争大臣となり、陸海軍を所轄していた宰相ショワズールは七年戦争でプロイセンのフリードリヒ2世との戦いに破れる。フランスでは軍隊の戦略戦術に関してさまざまな見直しがはかられ、研究がおこなわれ、砲熕関連技術にも力がいれられていた。

### プランタの進言
1769年、ショワズールはスイスの役人、ルートヴィヒ・アウグスト・プランタ (Ludwig August Planta (Monsieur de Planta)) からさまざまな改良について進言を受けた。役立つと思えた発明に、火を焚き水を蒸気として利用することによる大砲運搬の話があった。これは、当時最先端技術であった蒸気機関を使って馬を置き換えようという提案だった。

### ショワズールの評価プロジェクト
ショワズールはこの提案の確認をグリボーバルに委任した。技師であり砲兵隊第一総監であったグリボーバル (fr:Jean-Baptiste Vaquette de Gribeauval / ジャン＝バティスト・ヴァケット・ド・グリボーバル) はのちに砲兵団の改革や大砲の標準化をおこなう人物である。このグリボーバルがプランタの提案内容を仔細に調べるよう検証を命ぜられた。ウィーン時代の部隊の部下の一員でグリボーバルにとって既知であり、その時点で軍事に関する著作が評価されており、またパリで蒸気機関の軍事利用を研究中だったキュニョーを推薦。プランタは、キュニョーの考えが自身のものよりもすべての点で優れていると認め、ショワズールは、キュニョーに託すことを承認しパリでの製作を命じた。

### 1号車

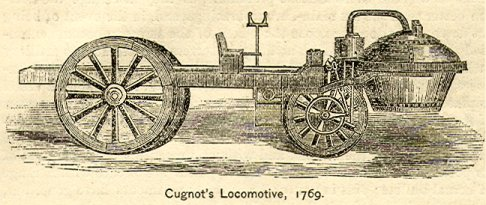
キュニョーの蒸気自動車

ショワズールはルイ15世から資金を得るための目的で手始めに2分の1の試作車をつくらせた。これは現在1号車とも呼ばれる。1号車の製作資金をショワズールは陸軍元帥サックス公爵から得た

この試作車は6ヵ月後完成し、公式な試走をおこなった。この1号車は小型につくられたプロトタイプではあったが、決して小さいものではなく、すでに人が運転できる車となっていた。これは「火の機械(machine à feu")」とよばれた。

#### 試運転と評価
最初の試作車が完成し公式な試走の記録として、「ここ数日、風変わりな機械の試運転がおこなわれた。」という1769年10月23日のバショーモンの記述があり、また別の記述として、「ショワズール、グリボーバルらが参加した。4キロを一時間で移動した。馬を使わない荷車のようなもので水平に動いた」と砲兵隊長LNロラン (L.N. Rolland) の記述が残っている。当時の蒸気機関は重力を利用し垂直に力を働かせるものだった。目標として8キロを1時間で移動する計画だったが、実際は1時間に1kmを走破、時速3.5kmから4km、途中とまらなければ時速3.5km～6km、など記述者（バショーモン、グリボーバル、ロラン）によって異なる記述がされている。その後も繰り返し実験が行われ改善がおこなわれたが当初の目標には達成しなかった。「これ以上の結果の改善には疑問もある」ともされていたが、続行の判断がなされた。

#### ルイ15世への資金要請
1号車は1770年4月22日にヴァンヴのプランス・ドゥ・コンティ公園でルイ15世にデモンストレーションされた。この試運転には欠点がいくつかあったが、実モデルとしてより大きなものを作成することがキュニョーに指示されグリボーバルが引き続き監督をした（1770年5月16日ヴェルサイユ宮殿王室礼拝堂で結婚式典がおこなわれ14歳のマリア・アントニアがマリー・アントワネットとなる同時代である）。

### 2号車
2号車は全長7メートルを超え5トンの大砲を積載する車両として1770年4月末から開発が開始された。途中、開発費用は膨れ上がり、他の技官からは実用性に対する疑念の声もでていた。しかし、プロジェクトは中止されず、1770年11月に「当初の計画の大きさの車両」が完成した。この2号車は試運転時に壁にぶつかり壊れてしまう。修復には翌年までかかったが、その間にショワズールが失脚しプロジェクトは宙に浮いたままとなる。

#### 製作
荷重約4トンから5トンの重荷を1号車と同じ速度で運搬することが目標とされ、1770年末を完成時期とし2万2千リーブルが渡された。グリボーバルはストラスブールの砲兵隊長ド・シャトフェー (de Chateaufer) に命じ、ポンプ部（シリンダーとピストン）とロッドを製造させてもいる。『内部長14インチ (378mm)、内径12インチ (325mm)、厚みが9mm。』とした設計図も同封されていた。

#### 試運転と評価
1770年11月中旬に2号車の公開試運転がなされた。試運転場所は、パリ―ヴァンセン間(パリ兵器庫とヴァンセン兵器庫の間)という記述とヴァンヴのプランス・ド・コンティ公園という記述がある。速度は4人を乗せて3.5km～4kmを1時間で移動したとする記述や、同じ重さの銃48丁で2.5トンの荷を5km/hで移動したとする記述などもある。
赤銅製ボイラーには水の補充機構はなく（補充は停止時のみ可能で、また補給方法も難しいものだった）、12分から15分しか働かず、その後元の力に戻るまでに15分を要した。これは燃焼部の設計のまずさによる熱損失のためだった。グリボーバルは「現在仕組まれた機構のすべてを蒸気力でこなせるようなボイラー部にはなっていない。火室の作りが悪く熱が逃げてしまう。ボイラーの大きさがポンプの大きさと比べて釣り合いが取れていない。結局、12分から15分しか動かず、再び移動できる力に蒸気力が復帰するには長時間休まねばならない。」と記している。
1804年10月の「ル・モニター誌（ Le Moniteur: 1789年から1901年まで発刊されたジャーナル誌）」ではキュニョーの死を報じる記事の掲載の際、「火と水蒸気で走るカブリオレ（馬車）で兵器庫での試運転がおこなわれ、大変激しい動きで御しきれず、運転の際、進行方向にあった壁にぶつかり倒してしまい、使用が見送られた。」という内容の記述がされていた。1851年の「人間の知恵の驚異」(“Les merveilles du Génie de l'homme”) でA・ド・バスト (de Bast) は、この事故を「パリ=ヴァンセン間（パリ兵器庫とヴァンセン兵器庫の間）」と記述している。

### 幕切れ
壊れた2号車は半年を要した修復が終了しメンバーは1771年7月には再度評価の機会を待っていた。しかしショワズール失脚後、後継の戦争大臣は無視をつづけプロジェクトは放棄されたままとなった。

#### ショワズールの失脚
ルイ15世の公妾ポンパドゥール夫人の庇護の元にあったショワズールだったが、1764年に夫人が亡くなった。1769年にデュ・バリー夫人がルイ15世の新たな公妾となり、これにより宮廷内がショワズール派とデュ・バリー夫人派とに分かれて争うこととなった。ショワズールは1770年末の12月24日に更迭された。

#### 後任の無視
ルイ・フランソワ・ド・モンティナール (Louis François de Monteynard (Marquis de Monteynard：1713-1791) がショワズールの後任として戦争大臣となっていた (在任1771年-1774年)。グリボーバルの、モンティナール宛ての7月2日付け書簡が残っており、試走をおこなうよう要求している。しかしモンティナールは返事をしなかったとされる。彼は古いやり方を好んだともいわれている。
実用化に向けて進むべきかどうかの最終結論を出すことなくプロジェクトは消滅。修復された2号車は兵器庫の倉庫奥に入れられたままとなる。1801年に展示されるまで日陰の身となった。長い間破壊されたと思われていた。

## 車両デザイン

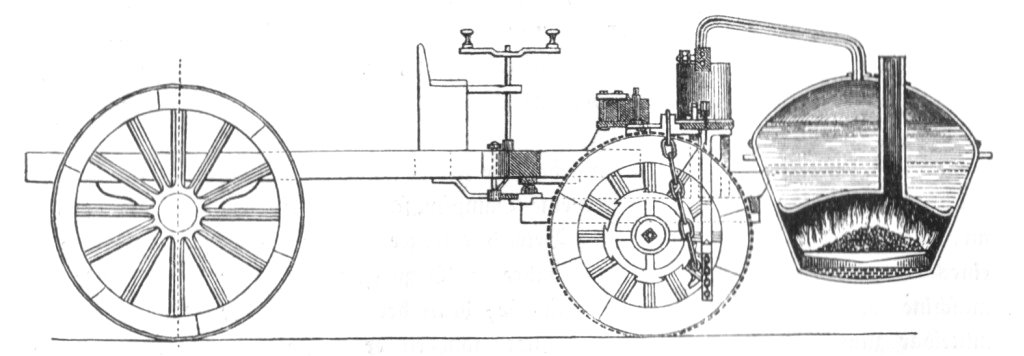
キュニョーの蒸気自動車

全長7.25メートル。荷5トンおよび人員4名。搭載したエンジンは、それまで定置型として普及していたニューコメン式やそれを改良したワットの初期型の負圧利用と異なり正圧を利用した高圧蒸気機関であり、次の世紀(19世紀)に一般的になる蒸気エンジンの原型といえるものである。また、往復運動（レシプロ運動）を回転運動に変換したのは一般的に紹介されることの多いワットとマードックよりも早期に実現しており、その変換により摩擦力による推進（トラクション）で走行した。

### 車両仕様

#### 車体
- 全長: 7.25 m
- 全幅: 2.19 m (2.3 m [4])
- ホイールベース: 3.08 m
- 前輪駆動（フロントエンジンフロントドライブ）車
- 駆動輪（前輪）: 直径1.23 m (1.28 m[5])、幅0.19m[5] 木製車輪に鉄タイヤ
- 後輪直径: 前輪よりも大径、鉄製
- 後輪間隔: 1.75m[5]
- 車輌空重量: 2.8トン
- 積載時重量: 約8トン(車両+荷+乗員4名)
- 時速: 9.5km[4](時速9km[6])
- およそ15分毎に停車し給水が必要となるため、実際の移動には3キロから4.5キロ走るのに一時間かかる（情報元によって異なる）[7]。
- ボディとフレーム: フレームや車輪はオーク材。車輪には周囲に鉄タイヤ。
  - 大砲を運ぶ用途として考えられたため、木製フレームの後方部分には構造物は作られずフレームそのままが荷台となっていた。

#### エンジン部
- ボイラー直径: 1.5 m (1.34m[5])
- ボイラー高: 0.98 m[5]
- 火室直径: 1 m[5]
- 火室高: 0.30 m[5]
- エンジン: 自然圧を利用した蒸気エンジン直列2気筒
  - ボア: 325 mm
  - ストローク: 378 mm (0.305 m[5])
  - ピストン高: 45mm [5]
  - 排気量: 67.72リッター(50L、47L、40Lとの記述もある)
  - 燃料: 木（液体燃料との記述がされているものもある[4]）
- パワートレーン・トランスミッション：コネクティングロッド、チェーン、クランク、ラチェットでの伝達による前輪駆動。リバース（後退）も装備。

#### ステアリング
- 現代でいうステアリングコラムにあたるものは運転席前方にフレーム部から垂直に上方に伸び、この垂直軸の上部に地面に水平な横棒が設けられ、この棒の末端2箇所の取っ手に力をかけることで、棒（コラム）を回転させるもの。
- 2段減速。1段目はハンドル軸のピニオン7歯にかみあうピニオン21歯、2段目は1段目の21歯ギアと同軸となっている6歯ピニオンギアによりエンジンフレーム毎動かすフレーム最後部の扇形ラックギアを駆動。
- 最大操舵角: 左右に15度

#### 車両の制御機構
- 車両には4つの制御機構が装備されていた。
  - ブレーキ装備（停車時用[4]）
  - ハンドルによる方向制御（ステアリング）
  - ロッドによる蒸気制御（アクセル）
  - ラチェット機構を用いてピストン往復運動を切り替え前進後退に利用（トランスミッション）

#### コスト
車のコストは22,000リーブル（Wikipediaフランス語版では約20,000リーブル、現在の価値で300,000から450,000ユーロとしている）。

### デザイン
キュニョーの車は蒸気エンジンで前輪を駆動しトラクションで進むことを初めて実現している。キュニョーはドイツの技師ヤーコプ・ロイポルト( Jakob Leupold: 1674-1727) に大きく影響を受けていた。
車両は大きくエンジン部とフレーム部との2つに分けられる。大砲を載せて移動することを基本仕様として依頼されたことから、後方はすべて荷台とされ、積荷は後輪の間におかれる。動力、駆動機構、舵など自動車としての基本装備はすべて前方に集中的に配置されている。

#### 機構
エンジンは高圧（正圧）を利用するタイプとしてははじめての蒸気機関を、しかも、定置型でない形で利用した。連続するピストンの動きを実現するために、ヤーコプ・ロイポルトのバルブを使用し、また、一方のピストン位置の開始点への復帰には反対側のピストンの力を伝えるロッキング・ビームの機構を用いた。前輪を駆動させるために、2つのピストンが前輪を抱え込むようにして駆動した。ペダルでの回転ではないが一輪車とそれに力をかける2本の足の関係のように、2つのピストンの力が一つの車輪の車軸に対し車輪の両側から交互に力を伝えた。往復運動を回転運動に変えるためにラチェットを利用した。ラチェットの爪の架け替えによりリバース(後退)も実現した。
砲兵隊長LNロランは2号車の記述として「蒸気はバルブが傾く機構によりシリンダー内に送り込まれ、ピストンがレシプロ運動を行い、前輪を交互に駆動した。蒸気を自動的に振り分けるバルブ機構により2つのシリンダーに交互に送り込まれ、ピストンの往復運動(レシプロ運動)はラチェット機構を押仕込み、これにより車輪が回転する。」と記している。
ステアリングは、反った歯状のラックとピニオンギアを使用し、ハンドルバーを回転させることでエンジンごと（一輪のみの）前輪が向きを変えた。

### 蒸気エンジン
火室とボイラーが一体でつくられ、ボイラーからパイプがバルブ部に接続されている。バルブ部は、進行方向に並列して垂直におかれた2つのシリンダーの上部にまたがって置かれ、2つのシリンダーとはボルトで固定され直接接続されている。バルブ部には上部からボイラーからのパイプが接続され、ボイラーからの蒸気はピストンと同期して回転するバルブによって左右に振り分けられる。蒸気が一方のシリンダーに注入されているとき、もう一方のシリンダーの蒸気は同じバルブにより大気中に放出される仕掛けとなっている。
- 火室とボイラーは赤銅で一体に作られた（内部のボイラー部は鋳鉄製[4]）。
  - 燃焼：火をたく。前方に投入口。
  - ボイラー：火室上にあり上方に給水口。給水は12分から15分間隔。給水には停車する必要があった。
- 管（パイプ）：ボイラーから伸びてバルブに接続された。
- バルブ：バルブは、ボイラー後方で前輪上の左右に並列に位置する2つのシリンダー（気筒）上部にまたがるように位置している。
  - バルブ機構：ボイラーからの蒸気を2気筒に振分ける機構。ダイアル状に180度往復回転し、ボイラー管がシリンダーの一方につながったときは、もう一方のシリンダーは大気中に放出される管とつながった。のちの蒸気機関ではスライドバルブ（滑り弁）が一般的となったが、キュニョーの設計はロイポルトの回転式を用いていた。役割は等しい。[8]
  - 回転機構はピストンアームの上下運動の途中から作動するようピストンとは独立したき機構にチェーンでつながれた。2つのピストンの動作により交互に引っ張られて180度の回転を繰り返すが、そのタイミングはピストンの下降行程の後半に作動するように位置していた。そのため、ピストンは絶え間なく上下動を繰り返すが、ピストン行程の前半はバルブは位置を変えず、ピストンの行程と同期を保った一定間隔での間欠動作をおこなうバルブタイミングを実現していた。つまり、この間隔が一方のピストンへの蒸気の吸入およびもう一方へからの排気のタイミングとなった。
- シリンダー
  - ピストン：現在のクランクシャフト相当機構。

#### エンジン製作の参考原理
- 蒸気の正圧（自然圧）を利用した蒸気機関（これを高圧機関といったが負圧に対する言葉であり現在用いられる高圧とは異なる）
- バルブを利用した2気筒利用の連続ピストン往復運動

1700年初頭には蒸気機関は据付エンジンとして炭鉱からの水のくみ上げ、重量機器の持ち上げ、などの用途に使われ始めていた。この時代は、ボイラーで発生した蒸気をピストンを使い動力として利用したが、ピストンの発生させる前後往復運動をそのまま利用するのみであり、回転運動に変換することはまだできていなかった。キュニョーの蒸気エンジンは1720年のヤーコプ・ロイポルトの高圧2気筒の機械の原理を参考にしている。キュニョーはパパン提唱のシリンダーとピストン、および『ロイポルトのエンジン』のアイデアを利用したものだった。
蒸気機関が定置型用途で(負の圧力を使用した)大気圧機関しか使われていなかった時代だったが、キュニョーの設計は正の圧力を利用する蒸気機関をつかったものだった。ピストン運動を回転運動に変換したのもワットに先立つもので、これにより前輪を駆動した。この試みは輸送の動力化の端緒であったが、その後の勢いはゆっくりしたものだった。
蒸気機関は17世紀末にドニ・パパンによって『ピストンを使った押し出し』が試作され、その後トーマス・セイヴァリが特許を取得し1712年にトーマス・ニューコメンにより『低圧を利用した吸引』（大気圧機関）が実用化され、鉱山などでの排水用ポンプの定置型動力として使われていた。いずれも、力が加わった後のピストンを元の位置に戻すためには重力など別の力を用いていた。1760年ごろになると複数の科学者が蒸気によって車を動かす試みをはじめた。キュニョーも軍事技術に携わったことから蒸気の使い方を学んでいた。ドイツの技師ヤーコプ・ロイポルト (Jacob Leupold: 1674-1727) が1724年に9分冊の著作『Theatrum machinarum generale』に影響を受けている。
1765年頃でも蒸気圧を利用した機械はまだ一方向への動きを生じさせることしかできなかった。シリンダーが一つの単気筒で、この筒の片側は開放されており、内部にあるピストンが反対側から蒸気圧で押されることで動きが生じるというものだった。強い力で押すことはできたが、一度押し切ったら機関の仕事は終了し、これを開始点まで引き戻すのは別の（往々にして人間の）仕事だった。さまざまな人がさまざまな工夫を試すなかで、最終的に勝ち残ったものは、冷水を注入することで蒸気の凝縮を生じさせ圧力が減衰する効果を利用し、これによりピストンが開始点まで引き戻されるようにしたものだった。周期的にこの操作を繰り返すことでピストンの連続的な往復運動が可能となった。この種の機械は、その往復運動が、炭鉱内の水を排出するのに利用された。
1769年に英国で特許を取得したワットでさえも、その時点ではトマス・ニューコメンの発明した蒸気機関の性能を改善するため復水器を追加したところであり、ワットのこの改良技術は飛躍的な性能向上に貢献し社会的な普及拡大の端緒となったが、機能的にはピストンを戻すために重力を利用していたことには従来と変わりがなかった。これは負圧を利用した大気圧式で、ロッキングビームによる往復運動であった。
このような時代に、キュニョーが利用したのは、セイヴァリ、ニューコメン、ワットの使用した『蒸気を冷やすことにより減圧を利用する』設計ではなく、ドニ・パパンの流れを汲む『蒸気が拡張する力を利用する』設計だった。蒸気は『ロイポルトのエンジン』のアイデアから、回転型のスライド式バルブを使いシリンダー内に送られた。これにより、2つの気筒を交互に動かし、一方の押す力を仕事に使うだけでなく、もう一方のピストン元の位置に戻す力としても使った。これにより機関自体での連続ピストン往復運動を可能とした。

#### ピストンによる3つの仕事
正圧の蒸気の力はピストンを押し下げる方向にのみ力を発する。キュニョーは、この力を前輪の駆動に使うと同時に、もう一方のピストンを押し戻す力に利用した。さらに加えて、ピストンに蒸気を注入する切り替え機構（バルブ）の操作の力としても利用している。
ピストン押し下げの動作で、3つの仕事をこなすようになっていた。
1. 同じ側のラチェットを一つ進め車輪を1/4回転させる
2. 反対側のピストンを引っ張りあげる
3. バルブ操作

一回のピストンの押し下げで車輪1/8回転、両側のピストンそれぞれ1回の押し下げで車輪1/4回転進んだ。一方のピストン4回分の動作で車輪1回転した。

#### バルブ（蒸気の注入排出機構）
2つのシリンダーへの蒸気注入排出の機構は、ヤーコプ・ロイポルトの提案した回転バルブ機構を利用し、ピストン上部に設けられている。
- バルブは、ボイラーからの蒸気が流入する一本の蒸気管を接続し、180度回転を繰り返す回転式のバルブ機構により、バルブの左右にある2つの気筒に振り分けられる。
- バルブは、左右のシリンダーを上部でつなぐように置かれている。機構上部中央にボイラーからの蒸気管が接続される。これは流入の役目のみ。機構の筐体はシリンダー同士を固定しているが同時に内部にはシリンダー内へつながる蒸気管が左右にそれぞれ伸びている。これはシリンダーへの蒸気の注入およびシリンダーからの蒸気の排出の両方の役目をする。蒸気流入口の反対側にあたる機構の中央下部には蒸気を排出する穴が設けられている。合計4つの蒸気のチャンネル（通路）がある。
- この4つのチャンネルをコントロールするために機構中央にはダイアル状の回転バルブが装備される。回転バルブ内は「『く』の字型（もしくはC字型）の管」が2つ、180度対向して装着されている。管の一方が「ボイラーからの蒸気管」および「シリンダーに続く管」を直結しているとき、接続されたシリンダーへは蒸気圧により蒸気の注入がなされる。同時に、もう一方の管は別のシリンダーに続く管を大気中と直結(つまり開放)し、ピストンの押し戻しにより蒸気が大気中に排出される。ついで、ピストンの動きに連動する仕掛けでバルブは180度回転し、それぞれのシリンダーに続く管は逆の結合状態となる。バルブは180度の回転を交互に繰り返すよう、バルブのダイヤル部にはチェーンでピストンの運動に連動する機構が設けられている。上昇しているピストンのあがりきる（上死点）手前でこのダイヤルを回すように動作の調節がされ、それぞれのピストンが上死点と下死点に達する時点でチャンネルの切り替えがおこなわれ、蒸気の注入排出が切り替えられる。

| 条件                                   | 機構                                      | シリンダーA （蒸気注入開始～排気直前）                                                                                               | シリンダーB （蒸気排気開始～注入直前）                                                                                               |
| -------------------------------------- | ----------------------------------------- | --- | --- |
| バルブ                                 | バルブ位置                                | ボイラー管へ接続され蒸気を注入し大気側に切り替わるまで                                                                               | 大気に接続され蒸気を排出したのちボイラー管に切り替わるまで                                                                           |
| バルブ                                 | バルブ回転用チェーン末端の突起            | (a) ピストン下降 (2) し、行程後半時からコンロッド中間の「突起部」がチェーン末端の「突起部」を押し下げる → (b)へ                      | (c) リンク機構の動き (b) により上昇                                                                                                  |
| バルブ                                 | バルブ回転用リンク機構                    | (b) 下降 (a) でチェーンが引っ張られリンク機構を経由しバルブが180度回転する。シリンダーのボイラー管側/大気側接続が反転。→(c)(d)(e) へ | (b) 下降 (a) でチェーンが引っ張られリンク機構を経由しバルブが180度回転する。シリンダーのボイラー管側/大気側接続が反転。→(c)(d)(e) へ |
| 動力伝達                               | シリンダー                                | (A) シリンダーAはボイラー管に接続され蒸気注入 ピストン動作後は (d): (b) により大気に接続され蒸気排気 → (B) の開始状態となる          | (B) シリンダーBは大気に接続され蒸気を排気 (e): (b) によりボイラー管に接続され蒸気注入 → (A) の開始状態となる                         |
| 動力伝達                               | ピストン                                  | (1) バルブのボイラー接続 (A) により蒸気が注入されピストン下降 → (2) へ                                                               | (14) ピストン上昇 (13) およびバルブの大気接続 (c) により蒸気を排気                                                                   |
| 動力伝達                               | コネクティングロッド                      | (2) 蒸気圧 (1) によりロッドを押し下げ下降 → (3)(a) へ                                                                                | (13) クランクチェーンによる引き上げ (12) により上昇 → (14)へ                                                                         |
| 動力伝達                               | チェーン                                  | (3) ロッド下降 (2) の力によりチェーンが引っぱられチェーンはクランクを引き下げる → (4) へ                                             | (12) クランクによる引っ張り (11) により上昇 → (13) へ                                                                                |
| 動力伝達                               | クランク (車軸が回転軸のラチェットアーム) | (4) チェーンに引き下げられ (3) クランクが下降する → (5)(7) へ                                                                        | (11) 反対側ピストン引き上げ用チェーンによる引き上げ (9) により上昇 → (10)(12) へ                                                     |
| 車輪回転                               | ラチェット爪                              | (5) クランク (4) にボルト締めされた爪がラチェット歯車を押し下げる → (6) へ                                                           | (10) クランクの動き (9) と共に上昇（他への力の伝達なし）                                                                             |
| 車輪回転                               | 車輪と一体になり動くラチェット歯車        | (6) アーム爪の押し下げ(5)によりラチェット歯車が1/4回転する                                                                           | (6) アーム爪の押し下げ(5)によりラチェット歯車が1/4回転する                                                                           |
| 反対側のピストンを引き上げるリンク機構 | 引き上げ用チェーン                        | (7) クランクに引っ張られ (4) 下降 → (8) へ                                                                                           | (9) シーソー式アームで引き上げられ (8) クランクを引き上げる → (11) へ                                                                |
| 反対側のピストンを引き上げるリンク機構 | シーソー式アーム                          | (8) 引き上げ用チェーンに引っ張られ片側が下降反対側が上昇 → (9) へ                                                                    | (8) 引き上げ用チェーンに引っ張られ片側が下降反対側が上昇 → (9) へ                                                                    |

### パワートレイン

#### 往復運動を回転運動に変換
ラチェット機構を利用し、最も早い時期にピストンの往復運動を車輪の回転として実現している。これはキュニョーの貢献のなかでも大きなものとされる。この発明はのちのパイオニアたちにロッドとクランクを結びつける考え方を提供し、また、ラチェット・ホイールを利用した器具にもつながる。ラチェット機構は前輪ハブ同心上に置かれ、ピストンの往復運動を直接車輪駆動に変え、これによりトラクションで進むことを実現した。
- シリンダーは前輪上部に垂直に置かれ、シリンダー下部から2本のピストンのロッドが、前輪の両側に接続され、交互に下方に押し出される。一輪車のペダルの配置のように車輪の両側から交互に車輪を駆動する仕掛けとなっている。一輪車のペダルと異なるのは、車輪側にはペダルではなく、ラチェット歯車とさらにその外側にハブ同心を振り子の中心とするラチェット駆動用の爪が置かれ、この爪がコネクティングロッドから短いチェーンで接続される駆動するようになっていることである。
- 車輪両側のハブ車軸同心円にラチェット歯車が取り付けられている。さらに同じくハブ車軸上もう一枚外側に車両前方に向かう腕木が伸びる。この腕木にはラチェット機構のラック部（ストッパー部分）およびピストンの先端につながるチェーンがとりつけられている。
- ラック部は一枚内側のラチェット歯車の溝とかみ合うようにセットされている。腕木部分は車輪のハブ部分で固定されているので車軸を中心として振り子状に上下に振幅運動をおこなう。この振幅運動は、ピストンから下りている股の下部先方とチェーンで接続され、ピストンの動力により下方に押し下げられることでラックが押し下げられ、ラチェット歯車が回転する。一回のピストンの押し下げで八分の一回転するように設定されているが、2気筒のピストンは交互に動くように設定されており(前述)、続く八分の一回転は反対側で推進されるため、片側だけに注目すると次のピストン動作時には四分の一回転すすんでいる。よってピストン運動4回で車輪が一回転する。
- 同時に、腕木部分にはやや中央よりにもう一つ上方への腕木が伸びており、上方は、ピストン後方に置かれた、左右に広がった腕木に接続されている。この腕木は左右に向かってシーソーのように可動するように中央が固定されており、片側のピストンの押し下げる力が、てこの原理により、もう片側のラッチをもどし、ピストンを引き上げる力として利用できるようになっている。

この仕組みはリバース（後退）できるように実装されていた。爪が上から下にピストンが下がる際に引っかかるようにすると前進し、この爪を反対にかけると、下から上に上がる際に引っかかるようになり後退する。後退時は前進時とは作用するピストンが入れ替わり、爪がかかる（つまり力のかかる）側とは反対側のピストンが下がる際の力が、ロッキング・アーム（天秤棒）を介して作用するようになっている。

##### ラチェット機構
往復運動を回転運動に変換。前輪ハブ同軸上に設けられラチェットの回転が車輪の回転と等しくなっていた。爪の架け替えによりリバースが可能だった。
ボイラーからの蒸気が2つのシリンダー(気筒)内でピストンを押し前輪一輪の車輪を駆動した。ピストンから伸びた棒(コネクティングロッド)の先は短いチェーンで前輪ハブを回転軸とするクランクに接続されている。このクランクは車輪とは別に自由に動き、このクランク上にラチェット歯車を操作する爪が装備されており、ピストンの動作によりラチェットが一つ進み、これにより車輪が4分の1回転した。
ピストン運動の回転運動への変換としてキュニョーのやり方以外はウィリアム・マードックのおこなった遊星ギア (en:Sun and planet gear: プラネタリーギア) によってであり、キュニョーに遅れること10年目のことだった。ジェームズ・ワットの元で働いていたウィリアム・マードックが発明し、特許としてはジェームズ・ワットが1781年に取得したものである。キュニョーはワット/マードックに先立つ10年前に往復運動を回転運動に変えていた。

#### リバース（トランスミッション機能）の実現
ピストンからのバーを架け替えることによりリバースも実現していた。
- 前進用4箇所が90度間隔。前進の為だけであればラチェットの歯は片側ラチェットに4箇所ですむ。しかし、リバース用にさらに逆向きの歯が4つ、前進用と位相を45度ずらして切り込みがあり、ラチェット上には45度間隔で前進用後退用が交互に計8つの切り込みがつくられている。
- 前進後退の切り替えのため、爪が可動し、後退時はストッパー部が上側に引き上げる方向にできる。一旦停止し、車輪両側の爪を共に反対にセットする。クランクが引き上げるように力が入るのは、前進時とは反対側のシリンダーのピストンの押し下げ動力がてこの原理で伝わったものを利用している。

### ステアリング
ステアリング機構はラックアンドピニオンギアが用いられ、ボイラー・シリンダー等のエンジン部全体が車輪と一緒に動き向きを変えた。ステアリング・ハンドル（ティラー・ハンドル）からの回転は2段減速され前輪の向きを変えた。ステアリングハンドルの棒（ステアリングシャフト）は、前輪のすぐ後ろのフレーム最先端の木製フロントクロスメンバーに垂直に備えられている。第1段目のギアはこのメンバー部表面が一部くりぬかれて設けられている。第1段目はステアリングシャフト側が7歯のギア、もう一方が21歯のギアが組み合わされている。21歯のギア側にはさらに車両下方に6歯ギアが設けられ、これが最終的に（前輪とエンジンを支えるフレーム最後部の）弓円状のラックギアに作用し前輪のついたフレームを左右に振る構造となっている。2段減速の総減速比は20で、前輪は左右に15度から20度首を振る。

#### エンジンフレームとステアリングとの一体化
- エンジンのピストンから伸びたロッドが前輪と同軸にあるラチェット歯車を押すことで駆動した。シリンダーは車輪上に置かれ、ボイラーは最も前方に置かれた。このエンジン機構を支えるために鍛鉄製フレームが組まれている。エンジンフレームの支えは前輪車軸上のハブに置かれた。ボイラーを支える棒がさらに前方に伸びている。このエンジンフレームは前輪のステアリング機構と一体化されており、ステアリング・ハンドル操作によって前輪とエンジンが一体化して動く。そのため前輪駆動でありながらエンジンおよび駆動機構はステアリング操作に特別な機構の必要がなくシンプルな操作機構となっている。機構がシンプルであることが、反面では、舵取りにはエンジン全体の重量がかかってしまう。エンジンフレーム全体の後方部分がステアリングラック部となり、前輪車軸上を左右回転軸(ピボット点)とし後部側がフレームに接しかつ最後部がラックギアとなりハンドル操作により首を振り、前方に向かってエンジンが突き出た形で左右に動くことができるカンチレバー構造となっている。
- ステアリング機構はラック・アンド・ピニオン式で、運転席に垂直に取り付けられたクランク回転式のハンドル棒の真下先端にあるピニオンギアで、エンジンフレーム後ろ端の弓形に歯がついたラック部分を動かすことで、左右にそれぞれ15度（から20度）のカジ取りができた。弓状ラック部の円弧の中心点は前輪車軸上にあり、ここが操舵の中心点（ピボット）となる。この回転軸はフレーム最前部のクロスメンバー中央に金具が固定されている。この回転軸から下方に前輪車軸を左右から挟み込むように伸びる逆さU字型の金具によってエンジンフレーム全体の重量が前輪ハブに懸かりフレームを保持している。
- 前輪はエンジン部と一体となって動き、また車軸がそのすべてを支えているためカジの制御はかなり重いものになっている。
- カジ取りはゆっくりしかできなかったが、ピストンからの力が弱いときにハンドルを切った場合、車輪がロックしてしまうことがあった。

#### 重量物運搬
大砲という重量物運搬であり、馬車であればワゴン、自動車であればトラックに相当する。後部には車を支える木製フレームがそのまま荷台としても使用され、大砲をのせるようになっていた。前方に全部の機構が置かれたのは大砲を後部にのせるためであった。5トンの大砲が搭載されてバランスをとるように設計されていた。サスペンションは装備されていない。当時の馬車には、乗客用のコーチ (馬車)にはサスペンションが設けられたが、物を運搬するワゴン (馬車)にはサスペンションは設けられないのが一般的であった。

### フレーム
当時の荷車で使われていたのと同種のオーク材を使用した木製で、前後に伸びた2本の梁にクロスメンバーが設けられたはしご状のフレーム構造。前方に銅製で一体化されたボイラー、火室、シリンダー、駆動機構などエンジン部が置かれ、エンジンは前輪を駆動し前輪で舵を切った。前輪の回転軸はフレームの最前列に一段高く設定されたクロスメンバー中央前方に金具で固定された。運転席はその後部に設けられ、その後方はすべてフレームむき出しの荷台となっている。後輪は鉄製。両輪は車軸で結ばれハブで回転するようになっていた。前輪と後輪の間の運転席下部には燃料を保管する籠（かご）がフレームに吊り下げられた。

### ブレーキ
前輪の木製車輪の周囲に巻かれた鉄製タイヤのトレッド部分にある溝に対して、ペダルの踏み込みによりくさびを引っ掛ける構造となっており、操作方法は現在のもののように足踏み込みであるが、走行時の停車用途にはあまり役立たず、「駐車ブレーキ」に近い。

### 車輪
車輪はスポーク型の木製でその周囲にタイヤとして鉄が使われている。駆動輪である前輪は直径1.3メートル。
前輪は、円弧型の木製パーツを5つ組み合わせてリム部の円を形成するもので周囲の鉄タイヤ部も5つのパーツからなり、1つの鉄タイヤパーツは木製車輪パーツのつなぎ目をまたがるように貼りあわせられ、1つの木製車輪部には2つの鉄タイヤが張り合わせられている。木製リムパーツ1つにつき2つのスポークがありスポークは計10本。
後輪は、前輪よりも径が大きく接地面（トレッド）は細い。またスポークは12本となっている。

### その他
シャーシ上前部には座席があり一列に4人が座れた。下部に燃料となる木をいれるためのかごが吊り下げられている。
サスペンションはなく、後車軸はフレームの両脇のはりに直付けで、前車輪は方向軸に装着されていた。

## 砲車のその後
車はフランス軍工廠内でおよそ25年間ひっそりと保管された後、新たに設けられたアカデミーの博物館に移された。当時の権威からは時期尚早として見放されており、実際に軍役に貢献もできなかったが、のち、技術史の中でキュニョーとキュニョーの作り出した車は重要な役割を果たしたと評価され、現在まで名前が語り継がれている。
しかし、途中2度の破壊の危機があった。1793年には革命公安委員会がこの機械を分解し別の武器を作ろうとした。また、1797年にも大臣デュボワ・グランセ(Dubois Grance)の命により破壊されそうになった。いずれも砲兵工廠のL.N. ロランの保護により免(まぬが)れている。
アカデミーが1794年10月10日発足し、付属博物館としてサンマルタンデシャン教会 (l'abbaye St-Martin-des-Champs) の建物が使われ、そこが技術博物館 (Musée National des Techniques) とされた。
1799年、アカデミーConservatoire des Arts et Métiersの創設者モラール (Claude-Pierre Molard: 1759–1837) の要請により、1800年2月にアカデミー（パリ、コンセルバトワール）に修復後の砲車2号車は移され保管された。翌1801年から公開された。
歴史の荒波をくぐりぬけて奇跡的な保管状態の良さで現代まで保たれ、現在もパリ工芸博物館 (Musée des Arts et Métiers) に保管・展示されている。
ディーゼルエンジンを発明したルドルフ・ディーゼルはドイツ人ではあるが1858年にパリでこの博物館の近くに生まれ、子供の頃博物館で毎日のように遊び、展示物を眺めたり、スケッチしたりしていたという。

### ナポレオン
1798年にナポレオンは多くの科学者を伴ってエジプト遠征をおこなった。エジプト遠征直前にナポレオンはアカデミーで科学に関する講座を聴講しており、その一環としてキュニョーの車について講義を受けている。ナポレオンは砲兵出身であり技術に高い関心を持っていたためキュニョーを評価した。
1797年12月25日にフランス学士院 (Institut de France) の前身、Institut National des Sciences et Artsに選ばれて1798年5月19日エジプト遠征の旅立ちの日までの間、講義に17回出席し数々の発明に触れレポートを提出した。そのなかに、キュニョーの蒸気機関を利用した車があった。1798年、2月上旬には、砲兵軍の士官だったナポレオン・ボナパルトは荷車に興味をもった旨、科学アカデミーに書簡を書いている。
キュニョーの製作や試走に参加していたLNロランはこの時点で砲兵工廠のコミッセール (le commissaire général de l’artillerie de Napoléon 1er) となっていた。ロランはナポレオンにキュニョーの機械の存在を伝え、更なる試運転をするように要請した。しかし、ナポレオンがエジプト遠征を控えていたことから断られた。
1800年のロランの記述ではナポレオン（ボナパルト）の計らいでキュニョーが国から1000フランの恩給を受けていたことが記されている。恩給によりナポレオンはキュニョーに更なる改善をさせたがその効果はなかったという別の記述もある。
日本の航空界黎明期のパイロットとして知られ、1910年（明治43年）12月19日に日本初となる動力飛行を徳川好敏とともにおこなった日野熊蔵が1911年（明治44年）6月22日に明治大学で行った演説では、「ナポレオンは対英国のために米国フルトンの蒸気船を利用しようとしたがアカデミーに否定され、その後、北欧を掌中に収めるためにキュニョーの蒸気車で馬に代わって軍需品の輸送を目論み、軍司令官に命じキュニョーの快走車の質を調査させたが、『フランス軍に便利なものは敵軍もこれをまねるに違いないのでだめだ』と軍司令官否定され、再びアカデミーに諮ったところこれも否定された」という主旨の内容を話したと、尾崎正久が記している。日野は1898年（明治31年）日本の砲兵工廠に入っている。尾崎は「自動車の利用・活用」という点に注目しており、日野の演説内容から「自動車を製作したのはキュニョーだが、自動車利用・活用しようという発想はナポレオン一流の発想に違いない」という主旨を記している（注：実際には、キュニョー車はナポレオン以前のショワズールがその製作を命じており、またキュニョー車は1769年、フルトンの蒸気船は1807年である）。

## 評価の歴史
多くの新機軸があったが、実用とするにはまだ問題を抱えていた。水が沸騰し蒸気が一定の圧力をかけるまでに時間を要したので、車の始動には時間がかかった。燃料と水はすぐになくなった。水の補充のために15分毎に停車する必要があった。さらに、その後の再始動にまた時間を要した。エンジンの再稼動をおよそ12分から15分置きに何度もおこなわなければならなかった。傾斜面では蒸気圧が弱くなり力が弱まってしまった。同乗者は、車両に同乗するのではなく、その重量の為に、車両を押して手伝う役割だった。これは馬と比べても欠点となった。また、キュニョーはブレーキの問題を解決できなかった。ブレーキをつけたが単純なもので、重量物運搬には現実的でなかった。車両の最大時速は（記述によって異なるが）8キロから10キロ。この速度は100年後の19世紀後半にパリで商用走行していた蒸気バスの平均速度と同じである。しかし、15分進んでは燃料補給のために停車が必要であり補給とボイラー圧回復までに15分程停車した。そのため試運転時の報告記録としては一時間に4キロから5キロと記されている。これは最高時速ではなく平均時速ということになる。科学的見地からは成功であり重い荷物を運搬する機械としても疑いのないものだったが、決定的だったのは、重量物運搬は問題なかったが、移動速度が時速3.5キロから4キロというこの車両は大砲の牽引という当初の目的である馬を置き換えるものとはならなかった。最終結論はだされず、また、以後の改良もなされなかった。1770年の車両は馬を置き換えることはなかった。
この車の試運転に関して議論があるが、支援したグリボーバルを除いては、キュニョーの発明品は当時の科学者グループや砲兵隊の他の役人からは評価されていなかった。評価しなかった例として当時影響力ある地位にいた砲兵隊准将であったサン＝オーバン (le général Marquis de Saint-Auban) の評価があげられる。1779年5月1日の軍事政治新聞(『軍と政策ジャーナル』)に掲載されたサン＝オーバンの手紙はキュニョーの発明を不評と総括している。「発明マニアの彼はまったく信じがたいことをおこなった。火を使った機械でピストンポンプを動かし、武器輸送用の車や馬を置き換えるものと主張した。その幻想はもう一台試作車を作るよう要請された。試運転が何度か公開されておこなわれ、大砲輸送を効果的におこなうことが期待されていた。定期刊行物や公的記述でこの事実が書き記されていなかったなら、パリ工廠の作業所に保管されていなかったなら、これを想像することは困難なことだったと思われる。これが使い物にならないと判断されたことは賢明なことだった。大型運搬具で長い荷台と大型車輪がついていた。外部から力を供給されるのではなく自身に火室、ボイラー、ポンプ、ピストンを備え、重量はおよそ2.5トンあった。発明者の名前はキュニョーでパリ＝ヴァンサン間を移動した。しかしボイラーが小さすぎたため幾度か、6500 l.p.ずつ補給した。単純な大気圧での動作であった……」評価されていないもうひとつの例として1837年からCnamの教授となったアルチュール・モラン (Arthur Morin: 1795–1880) が1851年の研究で「キュニョーの蒸気エンジンは機能しなかった。なぜなら、このボイラー内では火がつかない。燃焼部のベース部分の格子が0.22mしか高さがないため。」という意見を述べている。その後も多くの技術者がこのボイラーについて述べている。『条件はいいものではなかったが、火がついたことはついただろう。ただし、継続したかどうかは疑わしい』というものもある。
時が流れ、キュニョーに対する長かった審判について、現在では道路上をエンジンという動力を使ってトラクションで移動する時代に導いた功績があると認められている。20世紀はじめにフランス陸軍の機動化を自身の発明で推進した人物フェリュス (le commandant Ferrus) がキュニョーの車を詳細に調べ、上記のサン＝オーバン侯爵の例のようにだれもが将来の新型機械について最終決断をくだすことができなかったと『砲兵器の調査 (“Revue de l’Artillerie”)』で記述している。自動車歴史家のピエール・スーヴェストル (Pierre Souvestre: 1874-1914) は、キュニョーについての1906年の著作 “Le Poids Lourds” (重量トラック) を記し、キュニョーの再評価をおこなった。

### 世界最初の自動車
「蒸気機関を動力源とし、ピストンの往復運動を回転運動に変え、前輪を駆動する」という機械的な自力推進力をもつ荷車を開発し試走させた。キュニョーは、人が乗って移動できる自力で推進する車両を開発しその車両を実際に走らせた最初の人物である。キュニョーは次世紀19世紀に興る蒸気機関車と自動車の先駆者とされており、その車両が現存することが最も強力な証拠となっている。

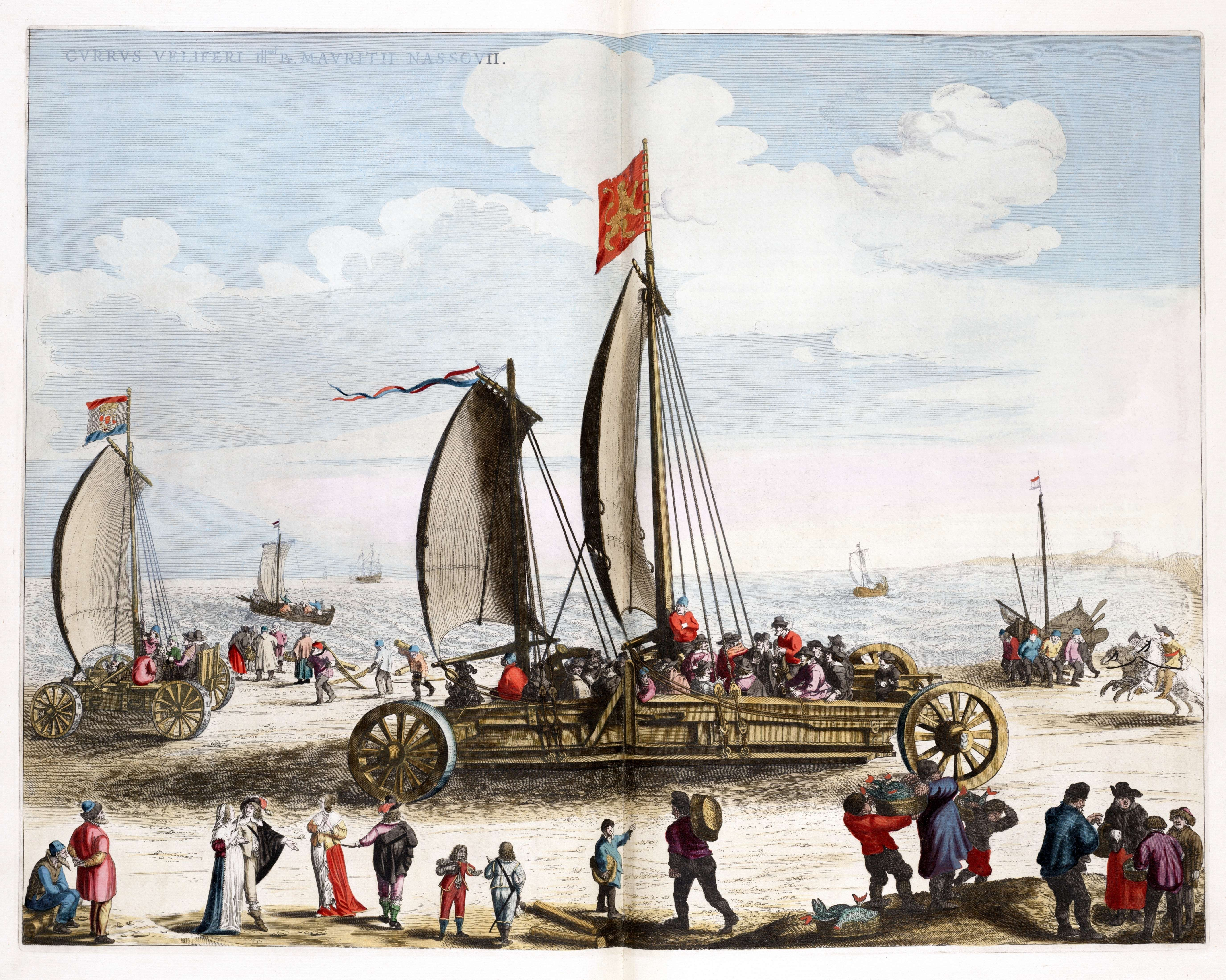
16世紀にシモン・ステヴィンが製作した「船」

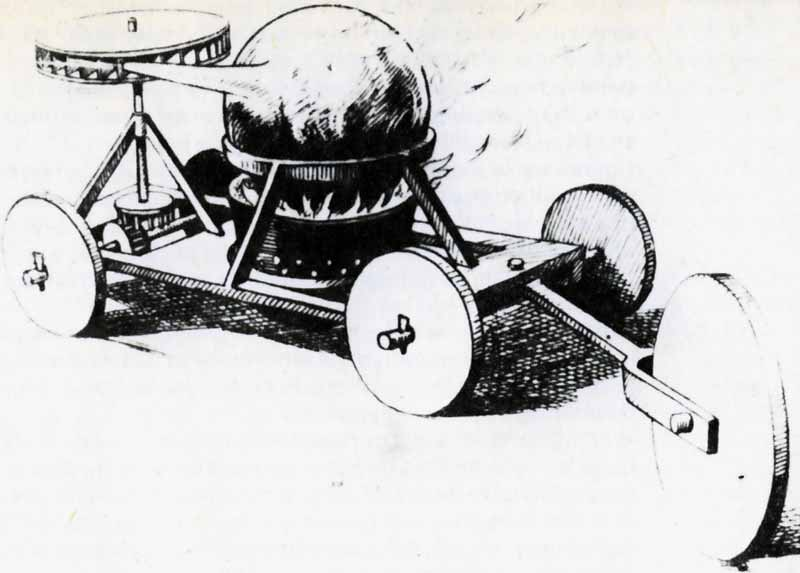
フェルビーストの蒸気自動車。全長は65cmほどで、人が運転するようには作られていない。なお、このイラストは18世紀に描かれたものである。

現代の自動車は一個人の創作でも、一日でできたものでもなく、世界中でなされた努力のたまものであり技術の集積である。現代の自動車に使用されている特許は10万以上もある。初期の理論的な設計として、レオナルド・ダビンチやアイザック・ニュートンが引き合いに出されるが、これも多くの人が描いた夢を代表するものである。自走した自動車としては1599年にシモン・ステヴィンが帆を張ったワゴン車で風力を利用し行っている。これは現代の自動車が走行するためにエネルギーを伝達する方法であるトラクション（摩擦力による推進）で走るものではなかった。一方、1600年代後半に、フェルビーストが蒸気で走る車を17世紀後半に作った。原始的な蒸気機関を乗せ自走した。しかしこれは全長60センチメートルの大きさで現代的に表現すれば模型自動車であり人は乗れず、また操縦もできなかった。
キュニョーの紹介では自動車の歴史の冒頭に奇妙な蒸気自動車をつくった人物であると紹介され、ほとんど必ず世界初の自動車事故を起こしたことにふれられる。その後のコメントではボイラー部が重くバランスが悪く、あまりうまく作られていなかったとコメントが続く。時には自動車事故のために投獄されたとの記述がつくこともある。カールベンツが現代ガソリンエンジン自動車の祖として賞賛されることとは対照的で前時代的創作物としての評価が多い。しかしフランスではショワズールとグリボーバルとキュニョーとフランス砲兵工廠の手とルイ15世の資金によって、ベンツのガソリン自動車の発明から100年以上前、また英国での蒸気エンジンを動力とした乗合バスの実用化から50年も前の時代に、そのころやっと一般に使われ始めた蒸気機関を使用し動力で自走し、人が運転し移動できる機械を実際に作り出した。5トンの大砲を乗せることが仕様とされ、その試運転で2.5トンを引いたとの記述が残っている。この時代に実際に製作できたのはフランスという先進国の後ろ盾があってのことだった。
キュニョーの1769年の1号車は英国の王立自動車クラブ(en:RAC plc 1897年12月創立)およびフランス自動車クラブ(fr:Automobile Club de France1895年11月創立)が「自動車として走行した」と認定され世界初の自動車とされた。これによりパリが自動車生誕の地とされるこの1769年が、世界で初めて自動車が走った年とされる。現存するため「現存する最古の自動車」ともいわれる。
車は、前輪一輪後輪二輪の三つの車輪をもつ三輪車で、前方に蒸気機関(蒸気エンジン)を搭載し、かじ取りも兼ねた前輪一輪を駆動しトラクション(摩擦を利用した推進力)で進んだ。後世の目で見れば、エンジン機構が前方にあり前輪を駆動した世界初のFF車でもある。
マードックが発明しワットが特許を取得し、一般にワットが初めて実現したと紹介されることの多い「ピストン往復運動の回転運動への変換」も、キュニョーがワットの10年前に実現している。それまでの蒸気機関はピストンによる往復運動を利用するだけだったが、キュニョーはこれを継続的な回転運動に変え、車輪を駆動し、トラクション(摩擦を利用した推進力)で進むことを実現した。往復運動する蒸気機関を回転運動として利用したのはキュニョーが最初である。
蒸気機関についても同様で、蒸気で動いた最初の乗り物としてスチブンソンの蒸気機関車が出てくるがそれは「大きな間違い」でトレビシックの蒸気機関車(1801年)でもフルトンの蒸気船(1807年)でもなく最初のものはキュニョーの蒸気自動車だった。
「自分の動力で推進し、人を乗せ、物を積載し、人の操縦により移動する初の車、つまり自動車」として現実のものとなった。

### 世界最初の自動車事故

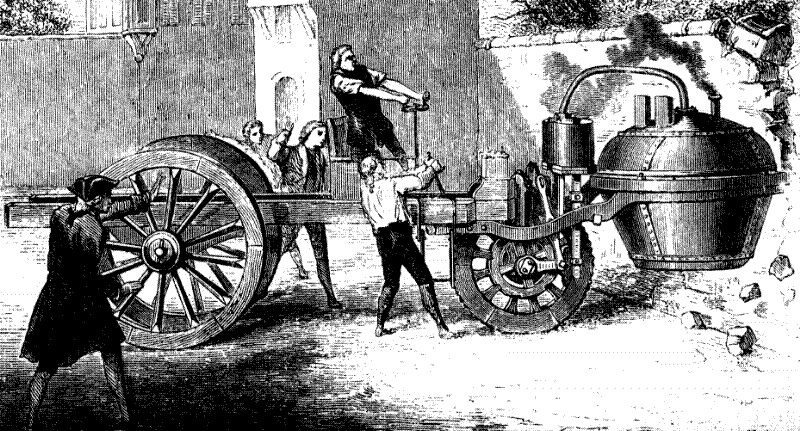
壁への衝突の絵。人間と比べた車両の大きさがわかる。

ほとんどの重量が前輪一輪のベアリングに懸かるため、操舵を誤り、スピードが落とせず煉瓦の壁に衝突し、壁とボイラーを壊してしまった。パリ工芸博物館の調査結果で公式に史上初の自動車事故と認定され、一般にもこれが最初の自動車事故と紹介されている。自動車でなければ自動車事故ではないため、これはキュニョーの砲車が自動車であることを認定するものでもある。（最初の自動車事故であり最初の交通事故ではない。交通事故は馬車の時代や、さらにもっと以前の交通が起こった時点からある。）
ベンツ博物館に展示されているカールベンツの自動車第一号は1980年頃までは『世界最初の自動車』と紹介されていたが、現在は『最初に特許を取得した自動車』として展示されている。

### 日本
モーターファン1949年10月号でキュニョーの蒸気車を含め1600年から1940年代までの自動車の歴史を「自動車小史」として5ページにまとめて紹介した大友健は、「自動車はこの先どこまで進むのか。しかし昔重いガタガタの蒸気車をのそのそ動かしていた先人の努力は今日の立派な自動車の中に立派に生きています。美しい自動車にうつとりとするのも大いに結構ですが、一面茨の道を歩いてきた先人の努力に対しても大いに敬意を表すべきではないでしょうか。」と結んでいる。
工学博士で大学教授であり自動車に関する著作も多数ある樋口健治は1996年の著作で、何度もキュニョー車を調査したが、1)ボイラーの肉厚の薄さは自重2.5トンの車体を2気筒排気量40リットルの蒸気機関で動かすには蒸気圧不足であること、2)同時代のワットの蒸気機関がウィルキンソンの中ぐり盤（ボーリング盤）の利用によるシリンダ内面の工作精度とピストンシールとしてロープによる蒸気漏れ対策が講じられようやく実用化したことの2点から、キュニョー車は蒸気漏れ対策の不足により走行できなかったはずとし、実車は現存していないが図面からみるかぎり1801年のトレビシックの蒸気自動車に真実性があり、蒸気自動車第一号とすべきとしている。
富士重工業でスバル1000をはじめとして長年にわたり技術畑を歩み、退社後は自動車評論活動をおこなっている影山夙は、1999年の著作でキュニョー車を詳しく調査したと記しつつ詳細な解説をおこなっている。ここで彼は、1769年の1号車は「うまく動かなかったので自動車と呼ばれる資格はなく」、1770年の2号車を「事故を乗り越えてとにかく走ることは走った」と評し、世界初の自動車誕生の年を『1770年』と紹介している。

### 後継者
キュニョーの業績評価がなされなくとも、技術者達はキュニョーの技術を応用した。キュニョーの砲車は以降の技術に影の貢献をしている。
- 1784年頃のスコットランドでは、ジェームズ・ワットの元で仕事をしていたウィリアム・マードックが、キュニョーのデザインを元に三輪蒸気模型自動車を製作した。実験車であり人は乗れなかった。この開発は織物産業に目を向けていた企業家ワットから禁止され以降は発展しなかった[19]。ワットは蒸気機関を動かすことを危険と考えており、米国でオリバー・エバンスが浚渫船移動用の水陸両用蒸気自動車実験の際に明確にコメントしている。
- 1827年にフランス人オネシフォール・ペックール(Onésiphore Pecqueur)はキュニョーの車の小型版の蒸気自動車を製作した。これがきっかけとなりペックールは世界初のディファレンシャルギアを発明する。現代の自動車で使われているディファレンシャルギアもその機構はほとんど同じものである。

## 呼称
キュニョーの砲車は蒸気を動力としたことから当時は『une machine à feu』（火の機械）とよばれていた。「Chariot à feu」（火車）ともいわれた。現在ファルディエ (Fardier) と呼ばれている。「Le fardier de Cugnot」や「Fardier à vapeur de Cugnot」、「fardier à vapeur」、「Fardier à vapeur de Cugnot」などと記される。
ファルディエとは、石や木材などの重量物を運搬するための車両で、「（あおりのない低い荷台をもつ）荷車」を意味する言葉で、馬車の時代のワゴン、自動車の時代のトラック、キャリアなどに相当。仏日辞書では通常「運搬車」と訳される。現代フランスの自動車用語では低床式トレーラーをさす用語として使われる。
キュニョーの蒸気自動車の紹介には『砲車』という日本語訳が使われることがある。これは大砲運搬車や大砲キャリアという意味であり、日本では馬で牽引する大砲用の荷車を指して用いられていた。これはファルディエが「大砲を運ぶ車としてつくられた」ことから。

## 日本での紹介

### 著作での紹介
- 1936年：キュノーと云う人の作った蒸汽車：小型自動車年鑑 モーターファン社編 「1769年(166年前)にパリの街を走行したのであるが、その速度は人がゆっくり歩く位だったということである。キュノー氏のこの歴史的蒸汽車の一つは今尚パリの公立工芸学校に保存され、ロンドンの南ケンシントン博物館にはその模型が所蔵されているということである。」
- 1937年：ニコラス・ジョセフ・クノー、自動車：尾崎正久 日本自動車発達史（明治編） オートモビル社 P8 「1768年クノー大尉は3台の蒸汽自動車を作ったが、2台は失敗し、翌69年他の1台を見事に完成、これを野砲牽引車とすべく試み、上官に対し意見書を提出している。」
- 1949年：クノー大尉、コナツチ：モーターファン1949年4月号
- 1949年：ニコラス・カグノーの自動推進式の車、蒸気車：モーターファン1949年10月号 P48 自動車小史 大友健 「フランスの陸軍技師ニコラス・カグノーこそは道路上を自力で走る最初の蒸気車を作った栄誉を担う者です。車は約2トン半あって時速は6マイル(9.6キロ)でした。ボイラーの容量が小さ過ぎたので車は15分しか走ることが出来ず、1度走れば蒸気圧力を高めるのに又それだけの時間停車しなければならないという代物でした。18ヶ月後で2号車も作られましたが結局この車は失敗に終わりました。」
- 1949年：自動車入門 日産自動車 松林清風 川津書店 P6-P7「1769年にフランスの工兵大尉「ニコラ・ジョセフ・キュニョ」がかの「ニューコメン機関」を応用した人類最初の自動車を発明しました。キュニョ大尉の自動車は前方に蒸気を作る汽缶を三輪車にとりつけたもので、その汽缶の水はすぐに沸騰してなくなってしまい、その為人達はその車が走っているまわりをぐるぐる歩きながら見られたと云われています。速度も時速5キロ(3マイル)と云われ、初めてパリーで公開したときは平均3マイル4分の1でしたが、しかし当時としては大発明で非常な評判でありました。(中略)「危険な車を作った男」と云う極印をおされて牢獄につながれ、（中略）革命後ナポレオン一世は、このキュニョ車に多少の改良を加えれば、確かに軍用になることを認め、再びキュニョ大尉に多額の俸給をあたえて研究に従事させましたが、遂にその効果は上がらずに終わりました。しかしこのキュニョ車こそ「原動機を用い、軌道によらずして、運転する車両」である自動車の元祖であることは間違いありません。」
- 1980年：キュニョーの大砲牽引車：世界自動車図鑑 徳大寺有恒訳 [21] （1977年 A.L. Lewis and W.A Musciano著 Automobiles of the World ISBN 0-671-22485-9 でのCUGNOT'S ARTILLERY TRACTORの訳）P12 「いかにも素朴な―かつ無細工で扱いにくい―ものではあったが、キュニョーの機械は自動車の第一の先駆と考えられている。そして、パリを自動車発祥の地としたのである。」P17「最初の自力走行路上車の名を冠せられているこの蒸気駆動三輪車は、大砲を牽引するためにつくられたものだった。上の図は1771年につくられたものである。設計者はフランスの軍事技術者、ニコラス・キュニョー。バランスが悪く、頭でっかちのこの車の性能は、お粗末だった。これはパリの国立工芸学校に展示されている。」
- 1980年：キュニョーの砲車：人間は何をつくってきたか～交通博物館の世界～ 自動車 NHK編刊[5] 西内久典・水野憲一の解説により、見開き大判カラー写真とともにP14に「自動車のはじまりは軍用だった」「フランス王ルイ15世の砲兵隊将校だったニコラ・ジョセフ・キュニョーが製作したもので、大砲を運ぶためにつくられた。(中略)1769年につくったといわれる第1号車はなく、これは翌70年製の第2号車である。(中略)時速約3.5キロ、15分ほど走っては、次の蒸気圧があがるのを待たなければならなかった。それでもこれは、蒸気エンジンで最初に走った乗り物であった。」との記述。P42から「史上最初の自動車」と見出し「壁に激突したキュニョーの砲車」と小見出しで、約3ページにわたる解説をしている。A・ド・バストの自動車事故記述の引用や、大英百科事典からとしてブリタニカ記述の合意、バショーモンの1769年10月の記述などを引用している。P150からの樋口健治による「自動車の発想から実用化まで」と題した解説での「自走車から自動車へ」の項では、「人工動力による自走車第1号をイタリアのジョバンニ・バチェスタの1589年頃の衝動式蒸気タービンを使ったものといえるが、これは小型の模型である。ギネスブックによれば、フェルディナンド・ヘルビエストが1668年に作った同じ原理の模型自走車を自動車第1号としている。」と紹介している。樋口はキュニョーについては本文にくわしいとのみ記述。
- 1993年：砲車： 世界を動かす技術＝車 荒川紘 [22]P92『フランスの陸軍技官ニコラ・キュニョー(1725-1804)は、すでに1769年に、高圧蒸気で作動する蒸気機関を動力とする砲車を製作していた。時速3.2キロメートルで走った、この先駆的蒸気車は、その意義が認識されることなく歴史の中に埋もれてしまう。』
- 1995年：キュニョーの砲車：自動車の発達史 荒井久治 [23] P2 「自動車への利用を考えたのはベルギー人で、フランスのルイ15世の軍事技術者のニコラス・ジョセフ・キュニョー大尉であった。国費で大砲を運ぶために造られた蒸気自動車は「キュニョーの砲車」と呼ばれた。1769年に第1号車を造り、1770年に第2号車を造った。」「ヴァンセンヌの森で試走中に城壁に衝突させてしまったそうで、最初の蒸気自動車は自動車事故第1号でもあった。」「1770年の第2号車は、その後ナポレオンに発見され、修復されてパリ工業博物館に保存されている。」
- 1996年：キュノー、大砲運搬車(P6)：自動車技術史の事典 樋口健治 P7『いうまでもなく自動車の歴史第1号車はフランスの砲兵将校キュノーが1770年に大砲運搬用としてつくった蒸気自動車であるとされている。』ブリタニカ百科事典にフランス自動車連盟(ACF)とイギリス(RAC)の協議のうえ歴史第1号車としたと記されている。[18]
- 1999年：2号車を指して「ファルディエ」： 自動車「進化」の軌跡 影山夙 [4] P18「世界で最初の蒸気自動車」というタイトルで「オーストリーの農民の子として生まれたニコラス・ジョセフ・キューニョーは、（中略）時の実力者であったエティエンヌ・ショアルズ陸相の公式の許可を得て、自動車の開発を進めることになった。定置式エンジンとしては時あたかもニューコメンの蒸気エンジンの時代で、ワットより前のことである。苦労を重ね1769年、即ち6年の歳月をかけて1号車を完成させた。だが、これはうまく動かなかったので自動車とよばれる資格はなく、続けて翌1770年2号「ファルディエ」を完成させ、この車はとにかく走ることは走った。」多数の写真を掲載し6ページを費やし解説している。また、保管されているファルディエについて、1)これが世界最初の自動車で1号車。2)2号車だが、1号車はろくに動かずこれが事実上世界で最初の自動車。3)1号車も動いたが現存せず2号車が残った。4)後年に作られたレプリカ。の4択を示し、制作年代も諸説あることを示し、自身は2)の説をとり1770年説としたと明記している。
- 2004年：欧米日・自動車メーカー興亡史 桂木洋二 P11「キニュヨーの蒸気自動車で、動力付きとしては初めてのもの。」「博物館でレプリカが見られるものだ。」[24]
- 2007年：図説 前輪駆動車 影山夙[3]P10「エンジン（原動機）を動力として世界で最初に地上を走った乗り物は、1770年にフランス陸軍の技術大尉ニコラス・ジョセフ・キューニョーがつくった大砲運搬用の三輪自動車で、これは蒸気エンジンで前輪を駆動するものであった。」またP76 、P77にも記述あり。

### その他
- トヨタ博物館[6]：「キュニョーの砲車」として1/10の模型を展示している。自動車の歴史の第1号は、1769年、時速9km、1号車が試運転で破損。博物館の車は1771年製の2号車として紹介。

## レプリカの展示
キュニョーの車には動力部分まで同じように再現したレプリカモデルがある。
- 1851年：バーボーズ(Bourbouze)がすばらしい小型版キュニョー砲車を走らせている。キュニョーの実車と同じCnamに保管されている。
- 1930年：米国フロリダ州タンパのTampa Bay Automobile Museum CollectionにはドイツのニュルンベルクにあるDeutsche Bahn Museum(DB Museum)から貸し出し中のレプリカモデルが展示されている。http://www.tbauto.org/cars/cugnot.htm
- 1988年：ニコラ＝ジョゼフ・キュニョー高校(カレッジ)では、1988年に、キュニョーの砲車の1/2の実車をl'Etablissement Régional du Matériel, le Lycée Hanzelet et le Lycée Loritzとともに製作している。http://www.ac-nancy-metz.fr/Pres-etab/CugnotToul/NJCugnot_fardier/nj_cugnot.htm

## その他特記すべき事項
- Cnamではキュニョーの車のプラモデルを販売している。Cnamで販売されているキュニョーの砲車のプラモデル
- 2002年7月20日から8月31日 大阪市立科学館で 「ステアリングの起源と未来」と題してステアリングの起源といわれるキュニョーのステアリング(復元模型)と最新の電動パワーステアリングシステムを並べて展示した。 株式会社ジェイテクト掲載情報
- 三井住友海上保険の企業CMに「時空保険探査部 自動車保険篇」という、俳優の大泉洋が世界初の自動車事故を調査するために18世紀のパリにタイムトラベルし、事故をおこしたニコラ・ジョセフ・キュニョーに自動車保険について説明するものがある。

## リファレンス
- フランスDRIRE（地方産業・調査・環境局）内イル・ド・フランス CNRV (Centre National de Réception des Véhicules) に掲載されている「SIA（フランス自動車技術者協会）1989年4月」の情報
- ナポレオン